# Stepnohirsk
Stepnohirsk (ukrainisch Степногірськ; russisch Степногорск Stepnogorsk) ist eine Siedlung städtischen Typs in der ukrainischen Oblast Saporischschja mit etwa 350 Einwohnern (2025).

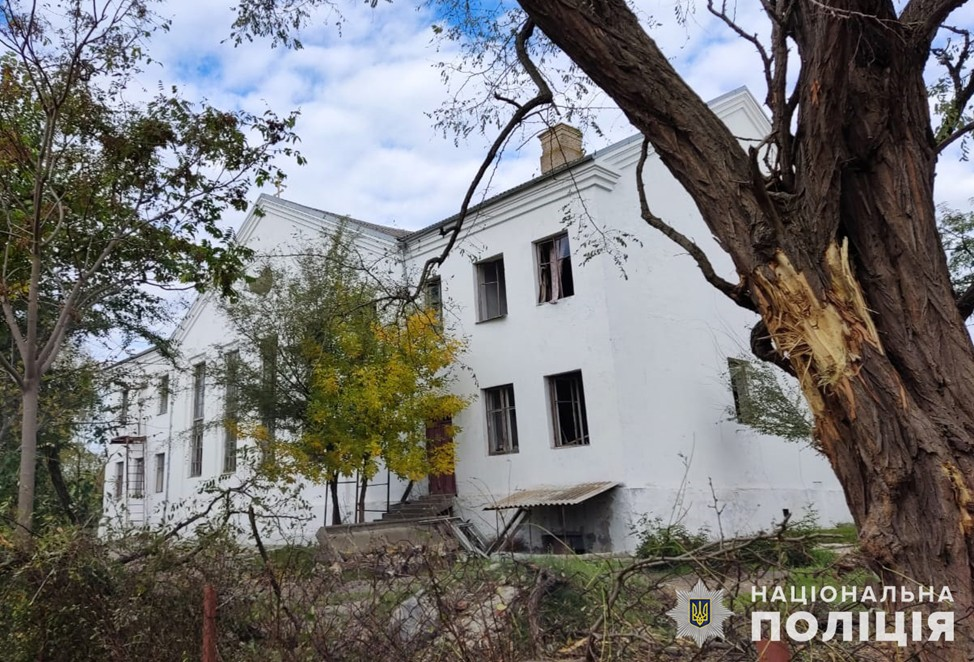
Beschädigte Kirche im Ort

Stepnohirsk liegt im Rajon Wassyliwka 2 km vor der Mündung des 17 km langen Suchyj Jantschekrak (Сухий Янчекрак) in den zum Kachowkaer Stausee angestauten Dnepr. Das Rajonzentrum Wassyliwka liegt 23 km südlich und das Oblastzentrum Saporischschja liegt 39 km nördlich von Stepnohirsk. Durch die Ortschaft verläuft die Fernstraße M 18/ Europastraße 105.
Die 1918 gegründete Ortschaft trug bis zum 24. März 1987 den Namen Suchoiwaniwske (Сухоіванівське) und erhielt gleichzeitig den Status einer Siedlung städtischen Typs. Zur Siedlungsratsgemeinde Stepnohirsk gehören noch die Dörfer Lukjaniwske (Лук'янівське) mit etwa 140 Einwohnern und Stepowe (Степове) mit etwa 110 Einwohnern.

## Verwaltungsgliederung
Am 12. Juni 2020 wurde die Siedlung zum Zentrum der neugegründeten Siedlungsgemeinde Stepnohirsk (Степногірська селищна громада/Stepnohirska selyschtschna hromada). Zu dieser zählen auch die 8 in der untenstehenden Tabelle aufgelisteten Dörfer, bis dahin bildete sie zusammen mit den Dörfern Lukjaniwske und Stepowe die gleichnamige Siedlungsratsgemeinde Stepnohirsk (Степногірська селищна рада/Stepnohirska selyschtschna rada) im Nordosten des Rajons Wassyliwka.
Folgende Orte sind neben dem Hauptort Stepnohirsk Teil der Gemeinde:
| Name                     | Name         | Name                                 |
| ukrainisch transkribiert | ukrainisch   | russisch                             |
| ------------------------ | ------------ | ------------------------------------ |
| Lobkowe                  | Лобкове      | Лобковое (Lobkowoje)                 |
| Lukjaniwske              | Лук'янівське | Лукьяновское (Lukjanowskoje)         |
| Mali Schtscherbaky       | Малі Щербаки | Малые Щербаки (Malyje Schtscherbaki) |
| Pawliwka                 | Павлівка     | Павловка (Pawlowka)                  |
| Pjatychatky              | П'ятихатки   | Пятихатки (Pjatichatki)              |
| Prymorske                | Приморське   | Приморское (Primorskoje)             |
| Scherebjanky             | Жереб'янки   | Жеребянки (Scherebjanki)             |
| Stepowe                  | Степове      | Степовое (Stepowoje)                 |